# The Cheeky Girls
The Cheeky Girls – duet muzyczny pochodzący z Rumunii, z miasta Kluż-Napoka w Siedmiogrodzie, tworzony przez bliźniaczki: Monikę i Gabrielę Irimia, urodzone 31 października 1982 roku (Gabriela jest starsza o 10 minut). Nagrywają w Wielkiej Brytanii.

## Dyskografia

### Albumy
- Partytime — #14 UK
- Partytime (limited edition) — #34 UK
- In My Mind (Is A Different World - A Cheeky One) — wydany 2007

### Single
- "The Cheeky Song (Touch My Bum)" — #2 Wielka Brytania (UK), #3 Irlandia, #6 Japonia, #6 Chiny, #17 Francja, #19 NIemcy, #59 Australia
- "Take Your Shoes Off" — #3 UK, #3 Chiny, #4 Irlandia, #4 Japonia, #10 Francja, #15 Niemcy
- "(Hooray, Hooray!) It's a Cheeky Holiday!" — #3 UK, #5 Irlandia, #10 Chiny, #11 Japonia, #37 Francja, #40 Niemcy
- "Have a Cheeky Christmas" — #10 UK, #15 Chiny, #27 Japonia, #46 Irlandia, #58 Francja, #60 Niemcy
- "Cheeky Flamenco" — #29 UK, #31 Irlandia, #50 Chiny, #85 Japonia, #125 Francja
- "Boys and Girls (Xmas Time Love)" — #50 UK, #80 Irlandia, #107 Chiny
- "I'm Too Sexy" - 2007
- "Farmyard Hokey" — 2007
- "Cho-co-late" — 2007